# Sturm und Drang
Sturm und Drang is een stroming in de Duitse literatuur tijdens de verlichting. Sturm und Drang, ook wel de periode van het Genie, werd tussen 1767 en 1785 voornamelijk door jongere auteurs uitgedragen.
De term Sturm und Drang wordt pas vanaf 1820 gebruikt naar het toneelstuk Sturm und Drang van de Duitse dichter Friedrich Maximilian Klinger. Omdat schrijvers en dichters uit deze periode het individu en het genie verheerlijkten, wordt deze stroming ook wel Genietijd genoemd.

## Verlichtingsliteratuur als uitgangspunt
In de tweede helft van de 18e eeuw was het filosofische en literaire leven in Duitstalig Europa doordrongen van het gedachtegoed van de verlichting. De rede was het belangrijkste goed van deze tijd en het is door het vrije gebruik van het verstand, dat de mens – zoals Kant later formuleerde – uit zijn, door eigen schuld veroorzaakte onmondigheid zal raken (Ausgang des Menschen aus seiner selbst verschuldeten Unmündigkeit). Verlichtingsliteratuur wil de lezer moreel opvoeden, deze verlichten en de verstandelijke vermogens prikkelen.
De vrijheid die de verlichting nastreefde, zorgde echter voor literaire regels die enkel de schoonheid van redelijke argumenten en onderkoelde taal wilden onderkennen. Theoretici als Gottsched benadrukten het belang van een regelmatige dichtkunst. Eenheid van plaats, tijd en handeling waren even belangrijk als verheven taalgebruik. Bovendien moest een sterke scheiding aangehouden worden tussen de rolbezetting in een tragedie en een komedie, die respectievelijk door adellijke en burgerlijke personages ingevuld werden. De literaire normen werden doorgegeven aan jonge, aspirerende schrijvers in talrijke dichteracademies.

## Breken met de traditie
De odes van Friedrich Gottlieb Klopstock van 1750 tonen echter, dat deze literaire normen te eng opgevat zijn. Zijn demonstratie tegen de puur verstandelijke houding van de verlichting was een overwinning op de heerschappij van de rede en een bevrijding van de fantasie en het gevoel als nieuwe grondslag van de literatuur.
Deze nieuwe beweging, die onmiddellijk ingang vond in de Duitstalige literatuur, was met haar burgerlijk-jeugdig karakter heel erg idealistisch: vrijheid van gevoel, emotio in plaats van ratio, ideeën en driften. De aanstormende jeugd had nu een literaire uitlaatklep gevonden, een nieuwe generatie schrijvers vond in de thesen van Johann Gottfried Herder de eigen ervaringen en gevoelswereld terug.
Herder, die het pad effende voor de Sturm und Drang, bekritiseerde de arrogantie van de verlichting tegenover het gewone volk. Hij riep op ook de echtheid en diepte van het volkslied en de volksdichtkunst als kunst aan te zien. Ook Ugolino van Heinrich Wilhelm von Gerstenberg zag het licht in die voorfase van de Sturm und Drang.

## Een eigen literaire traditie
Het persoonlijkheidsideaal van de jonge generatie in de Duitse literatuur kantte zich aan het einde van de 18e eeuw tegen autoriteit en traditie. In de plaats van een geheel van regels dat in een van de vele dichteracademies aangeleerd diende te worden, kwam de zelfstandigheid van het originele Genie. Het originele genie beschreef de eigen ervaringen en gevoelsindrukken in een individuele vorm, die met de regels van de traditionele poëtica heel erg vrij omging. Bovendien richtte de Sturm und Drang zich vooral op het irrationalisme en wendde zich af van de verlichte rede.
De regeltjes van de academies werden verworpen als hulpmiddelen, als krukken die de jonge auteurs niet nodig zouden hebben. Zij geloofden in het eigen kunnen en de gezonde kracht van de geniale originaliteit. Hun werk moest niet in een literaire vorm passen, maar in de wereld zoals die door de jonge generatie van de Sturm und Drang werd beleefd.
De stem van het hart is doorslaggevend in een verstandige beslissing (Die Stimme des Herzens ist ausschlaggebend für die vernünftige Entscheidung.). Dit citaat van Johann Gottfried Herder toont het protest aan tegen de heersende idee dat morele beslissingen genomen worden op basis van een moreel systeem en niet met het hart.
Tegelijk klonk het protest tegen het feodalisme steeds luider. Het feodale systeem werd ook door de verlichting aangevallen, maar vanuit de rede, terwijl bij de Sturm und Drang het gevoel op de eerste plaats kwam.
De belangrijkste literaire uitdrukkingsvorm van de Sturm und Drang was het drama. Het steeds terugkerende thema was het conflict van het natuurgenie – de naar vrijheid strevende, opstandige jongeling – met de beperkingen van de bestaande wereldorde, die het genie als oproerkraaier en misdadiger bestempelt. Waar vroeger de antieke, voornamelijk Griekse, vorm als voorbeeld werd genomen, grepen schrijvers nu terug op Shakespeare als voorbeeld.
De geëxalteerde, ongebonden, gevoelsgedragen taal van de Sturm und Drang wordt gekenmerkt door overmatig gebruik van uitroepen, halve zinnen en geforceerde krachttermen. In de uitdrukking van het volkse karakter neigt deze taal naar rauw realisme en neemt geen blad voor de mond. Op die manier probeerden schrijvers de taal van het gewone volk en de jeugd op de bühne te brengen. De strijd van de jonge auteurs tegen een aristocratische hofcultuur naar Frans voorbeeld en hun sympathie voor begrippen als natuur, hart en gevoel viel ook hun tijdgenoten op. Er ontstond een eigen jeugdcultuur in de literatuur.
Critici wezen al snel op de fouten van het nieuwe literaire genre en de verwaarlozing van een overgeleverde dramatische techniek en eenheid van plaats, tijd en handeling. Schrijvers wisselden naar believen de handelingsplaats af, en gingen daarbij soms voorbij aan dramaturgische werkbaarheid op de bühne.

## Auteurs en hun werken
De auteurs van de Sturm und Drang kwamen voornamelijk uit de kleine burgerij. Omdat hun literaire werk meestal onvoldoende opbracht om van te leven, probeerden ze vaak een positie als huisleraar of dominee te bemachtigen. Hun sociale weerklank bleef meestal beperkt, omdat ze niet in brede lagen van de bevolking bekend raakten. Hun werk richtte zich vaak enkel op vrienden en bekenden die zich in allerlei verbonden verenigen zoals de Göttinger Hainbund. De Sturm und Drang-beweging kreeg al snel voet aan de grond in Straatsburg, Göttingen en Frankfurt am Main. Voor vele auteurs, zo ook voor Goethe en Schiller, was de Sturm und Drang slechts een beperkte periode in hun leven en literaire creatie. De meeste auteurs en hun werken waren slechts bekend in beperkte kring en velen van hen zijn sindsdien volledig vergeten.
Enkele van de belangrijkste denkers, theoretici, schrijvers en werken:
- Johann Georg Hamann (1730–1788)
  - Sokratische Denkwürdigkeiten für die lange Weile des Publikums zusammengetragen von einem Liebhaber der langen Weile 1759
  - Kreuzzüge des Philologen 1762
- Heinrich Wilhelm von Gerstenberg (1737–1791)
  - Gedichte eines Skalden 1766
  - Briefe über Merkwürdigkeiten der Literatur 1766/67
  - Ugolino 1768
- Christian Friedrich Daniel Schubart (1739–1794)
  - Freiheitslied eines Kolonisten 1775
  - Die Fürstengruft 1780
- Johann Gottfried Herder (1744–1803)
  - Fragmente über die neuere deutsche Literatur 1767/68
  - Kritische Wälder oder Betrachtungen, die Wissenschaft und Kunst des Schönen betreffend, nach Maßgabe neuerer Schriften 1769
  - Journal meiner Reise im Jahre 1769
  - Abhandlung über den Ursprung der Sprache 1770
  - Von deutscher Art und Kunst, einige fliegende Blätter 1773
  - Volkslieder 1778/79
  - Vom Geist der Hebräischen Poesie 1782/83
  - Ideen zur Philosophie der Geschichte der Menschheit 1784-91
- Gottfried August Bürger (1747–1794)
  - Lenore 1773
  - Der Bauer an seinen durchlauchtigen Tyrannen, 1774
  - verschiedene Gedichte 1778
  - Wunderbare Reisen zu Wasser und zu Lande, Feldzüge und lustige Abenteuer des Freiherrn von Münchhausen: wie er dieselben bei der Flasche im Zirkel seiner Freunde selbst zu erzählen pflegt, 1786 (erw. Ausgabe 1789)
- Heinrich Leopold Wagner (1747-1779)
  - Die Kindermörderin 1776 (Drama)
- Johann Wolfgang Goethe (1749–1832)
  - Sesenheimer Lieder 1770/71
  - Maifest 1771
  - Willkomm und Abschied 1771
  - Zum Shakespeares Tag (Rede) 1771
  - Von Deutscher Baukunst 1773
  - Prometheus 1772-1774
  - Ganymed (Ode) 1774
  - Götz von Berlichingen (Drama) 1773
  - Clavigo 1774
  - Die Leiden des jungen Werthers (Roman) 1774
  - Mahomets Gesang 1774
  - Adler und Taube 1774
  - An Schwager Kronos 1774
  - Gedichte der Straßburger und Frankfurter Zeit 1775
  - Stella. Ein Schauspiel für Liebende 1775 (Erstfassung!)
- Jakob Michael Reinhold Lenz (1751–1792) 
  - Anmerkung über das Theater nebst angehängtem übersetzten Stück Shakespeares 1774
  - Der Hofmeister oder Vorteile der Privaterziehung 1774 (Drama)
  - Lustspiele nach dem Plautus fürs deutsche Theater 1774
  - Die Soldaten 1776 (Drama)
  - Der neue Menoza (Drama)
- Friedrich Maximilian Klinger (1752–1831)
  - Das leidende Weib 1775
  - Sturm und Drang 1776 (Drama)
  - Die Zwillinge 1776 (Drama)
  - Simsone Grisaldo 1776
  - Das letzte Gebet 1777
- Friedrich Schiller (1759–1805)
  - Die Räuber 1781 (Drama)
  - Die Verschwörung des Fiesco zu Genua 1783 (Drama)
  - Kabale und Liebe 1784 (Drama)
  - Don Karlos 1783–1787 (Drama)

## Figuurlijke betekenis
In overdrachtelijke zin wordt het begrip Sturm und Drang gebruikt voor de adolescentie om aan te duiden dat iemands motivatie en idealen als jong volwassene, of ook als beginner in een beroep, zeer sterk waren. Veelal met het onuitgesproken waardeoordeel dat die intensiteit onvolwassen is.

## Sturm und Drang in de muziek
In de muziek wordt de term Sturm und Drang gebruikt om een zware emotionaliteit en dramatische gepassioneerdheid aan te duiden met veel vaart en plotse dynamische contrasten.  De symfonieën van Carl Philipp Emanuel Bach en enkele vroege symfonieën van Joseph Haydn worden wel aangeduid als Sturm und Drang-werken.
Zie ook: Empfindsame stijl